# Il'ja Kamyšev
Il'ja Vladislavovič Kamyšev (in russo Илья Владиславович Камышев?; Novotroick, 13 luglio 1997) è un calciatore russo, centrocampista del Čertanovo.

## Caratteristiche tecniche
È un centrocampista difensivo.

## Carriera
Cresciuto nel settore giovanile del Čertanovo, debutta in prima squadra il 25 luglio 2014 in occasione dell'incontro di PPF Ligi perso 3-1 contro il Tambov; nel 2016 viene ceduto allo Zenit San Pietroburgo dove gioca tre stagioni nella squadra riserve con cui colleziona 70 presenze in seconda divisione. Tornato al Čertanovo, nel frattempo promosso dalla terza divisione, nell'ottobre 2020 viene ceduto in prestito al Chimki, con cui debutta in Prem'er-Liga il 27 febbraio 2021 contro l'Ufa.

## Statistiche
Statistiche aggiornate al 19 marzo 2021.

### Presenze e reti nei club
| Stagione           | Squadra          | Campionato       | Campionato | Campionato | Coppe nazionali | Coppe nazionali | Coppe nazionali | Coppe continentali | Coppe continentali | Coppe continentali | Altre coppe | Altre coppe | Altre coppe | Totale | Totale | Totale |
| Stagione           | Squadra          | Comp             | Pres       | Reti       | Comp            | Pres            | Reti            | Comp               | Pres               | Reti               | Comp        | Pres        | Reti        | Pres   | Reti   |        |
| ------------------ | ---------------- | ---------------- | ---------- | ---------- | --------------- | --------------- | --------------- | ------------------ | ------------------ | ------------------ | ----------- | ----------- | ----------- | ------ | ------ | ------ |
| 2014-2015          | Čertanovo        | 2D               | 13         | 1          | CR              | 0               | 0               |                    | -                  | -                  |             | -           | -           | 13     | 1      |        |
| 2015-2016          | Čertanovo        | 2D               | 20         | 1          | CR              | 2               | 0               |                    | -                  | -                  |             | -           | -           | 22     | 1      |        |
| 2016-2017          | Zenit-2          | 1D               | 23         | 1          |                 | -               | -               |                    | -                  | -                  |             | -           | -           | 23     | 1      |        |
| 2017-2018          | Zenit-2          | 1D               | 27         | 1          |                 | -               | -               |                    | -                  | -                  |             | -           | -           | 27     | 1      |        |
| 2018-2019          | Zenit-2          | 1D               | 20         | 0          |                 | -               | -               |                    | -                  | -                  |             | -           | -           | 20     | 0      |        |
| Totale Zenit-2     | Totale Zenit-2   | Totale Zenit-2   | 70         | 2          |                 | -               | -               |                    | -                  | -                  |             | -           | -           | 70     | 2      |        |
| 2019-2020          | Čertanovo        | 1D               | 26         | 0          | CR              | 2               | 0               |                    | -                  | -                  |             | -           | -           | 28     | 0      |        |
| ago.-ott. 2020     | Čertanovo        | 1D               | 9          | 0          | CR              | 2               | 0               |                    | -                  | -                  |             | -           | -           | 11     | 0      |        |
| Totale Čertanovo   | Totale Čertanovo | Totale Čertanovo | 68         | 2          |                 | 6               | 0               |                    | -                  | -                  |             | -           | -           | 74     | 2      |        |
| ott.2010-giu. 2021 | Chimki           | PL               | 4          | 0          | CR              | 2               | 0               |                    | -                  | -                  |             | -           | -           | 6      | 0      |        |
| Totale carriera    | Totale carriera  | Totale carriera  | 142        | 5          |                 | 8               | 0               |                    | -                  | -                  |             | -           | -           | 150    | 5      |        |